# Cinturó ajustat baixista
Un Cinturó ajustat baixista (en anglès: Bearish belt hold) és una espelma japonesa formada per una única espelma, un Marubozu negre, que apareix en una tendència alcista i que indica un possible final de tendència alcista; rep aquesta denominació perquè donada la força exhibida pels baixistes els alcistes hauran d'ajustar-se el cinturó dels pantalons.

## Criteri de reconeixement
1. . La tendència prèvia és alcista
2. . S'obre la sessió amb un fortíssim gap a l'alça
3. . Immediatament els bears ataquen i el preu d'obertura queda com el high de la sessió
4. . La sessió tanca prop del low formant un llarg cos negre, un Marubozu negre, que no presenta ombra superior.

## Explicació
El cinturó ajustat baixista és una espelma de canvi de tendència perquè tot i la tendència, i tot i obrir amb un fortíssim gap alcista, els bears immediatament apareixen amb molta força i porten la cotització cap avall fins a tancar prop del low, però no necessàriament en el low. Quan més llarg és el cos negre més indicatiu de la força dels bears, que han aconseguit que el high de la sessió fos tot just al preu d'obertura. Aquesta força dels bears fa que els bulls s'hagin d'ajustar els cinturons dels pantalons i preparar-se per a cobrir posicions o tancar llargs.

## Factors importants
Malgrat la força dels bears la confiança d'aquest patró és baixa i és imprescindible acompanyar el senyal amb altres confirmacions dels indicadors tècnics, d'espelmes -una llarga espelma negra l'endemà-, o de gràfics, com ara un trencament de línia de tendència, un gap baixista o un tancament inferior l'endemà.